# 张光 (西晋)
張光（259年—313年），字景武，西晉江夏鐘武人。西晉官員。

## 生平
張光身高八尺。年輕時擔任江夏郡吏，後以牙門將身份參與晉滅吳之戰有功，升任江夏西部都尉，後轉任北地都尉。此時氐、羌與晉朝發生武裝衝突，北地太守張損戰死。張光等百餘人則被蠻夷圍困在馬蘭山以北達百餘日。後來梁王司馬肜派遣其司馬索靖帶兵解圍，張光順利回到長安。皇帝嘉獎張光的堅韌不屈，擢升張光為新平太守。
雍州刺史劉沈起兵討伐河間王司馬顒，張光率軍幫助劉沈。結果張光被司馬顒俘虜。司馬顒沒有懲罰，反而上表他為右衛司馬。
陳敏與晉朝對抗時，朝廷任命張光為順陽太守，加陵江將軍，命其率領五千步騎兵前往荊州討伐。張光作戰有功，升遷為材官將軍。當時秦州流民鄧定聯絡李雄擊敗巴西太守張燕，進逼漢中。梁州刺史張殷棄官逃走。朝廷於是任命張光為梁州刺史。
王如餘黨李運、楊武等從襄陽進入漢中，張光派遣參軍晉邈率軍鎮壓李運，但作戰失利。張光於是請求氐王楊茂搜增派援軍，楊茂搜派遣其子楊難敵援助張光。楊難敵向張光索賄，張光不肯。楊武趁機行賄楊難敵。楊難敵大喜，暗地裡與楊武聯絡，夾攻晉邈。張光繞城固守，結果憂憤成疾。張光佐吏及百姓都勸張光退守魏興，張光大怒：「我受了國家厚恩，卻不能翦除賊寇，今日縱然自盡，也如登仙，哪有選擇退守之理！」說完拔劍自殺，死時五十五歲。

## 延伸阅读
[在维基数据编辑]
 《晉書/卷057》，出自房玄齡《晉書》